# Řád za kulturní zásluhy (Pobřeží slonoviny)
Řád za kulturní zásluhy (francouzsky: Ordre du Mérite Culturel) je státní vyznamenání Pobřeží slonoviny založené 27. března 1979. Udílen je za mimořádné kulturní zásluhy a za zásluhy o rozvoj kultury v Pobřeží slonoviny, zejména v oblasti mezinárodních vztahů.

## Insignie
Řádový odznak má tvar pěticípé zeleně smaltované hvězdy položené na pěticípé oranžově smaltované hvězdě. Přes hvězdy je položen zeleně smaltovaný věnec. Uprostřed je kulatý černě smaltovaný medailon se zlatým motivem.
Stuha je zelená uprostřed se třemi úzkými proužky v barvě oranžové, bílé a tmavě zelené.

## Třídy
Řád je udílen ve třech řádných třídách:

komtur
důstojník
rytíř

- komtur
- důstojník
- rytíř